# Hesperotettix floridensis
Hesperotettix floridensis är en insektsart som beskrevs av Morse 1901. Hesperotettix floridensis ingår i släktet Hesperotettix och familjen gräshoppor. Inga underarter finns listade i Catalogue of Life.